# Eberhard Storch

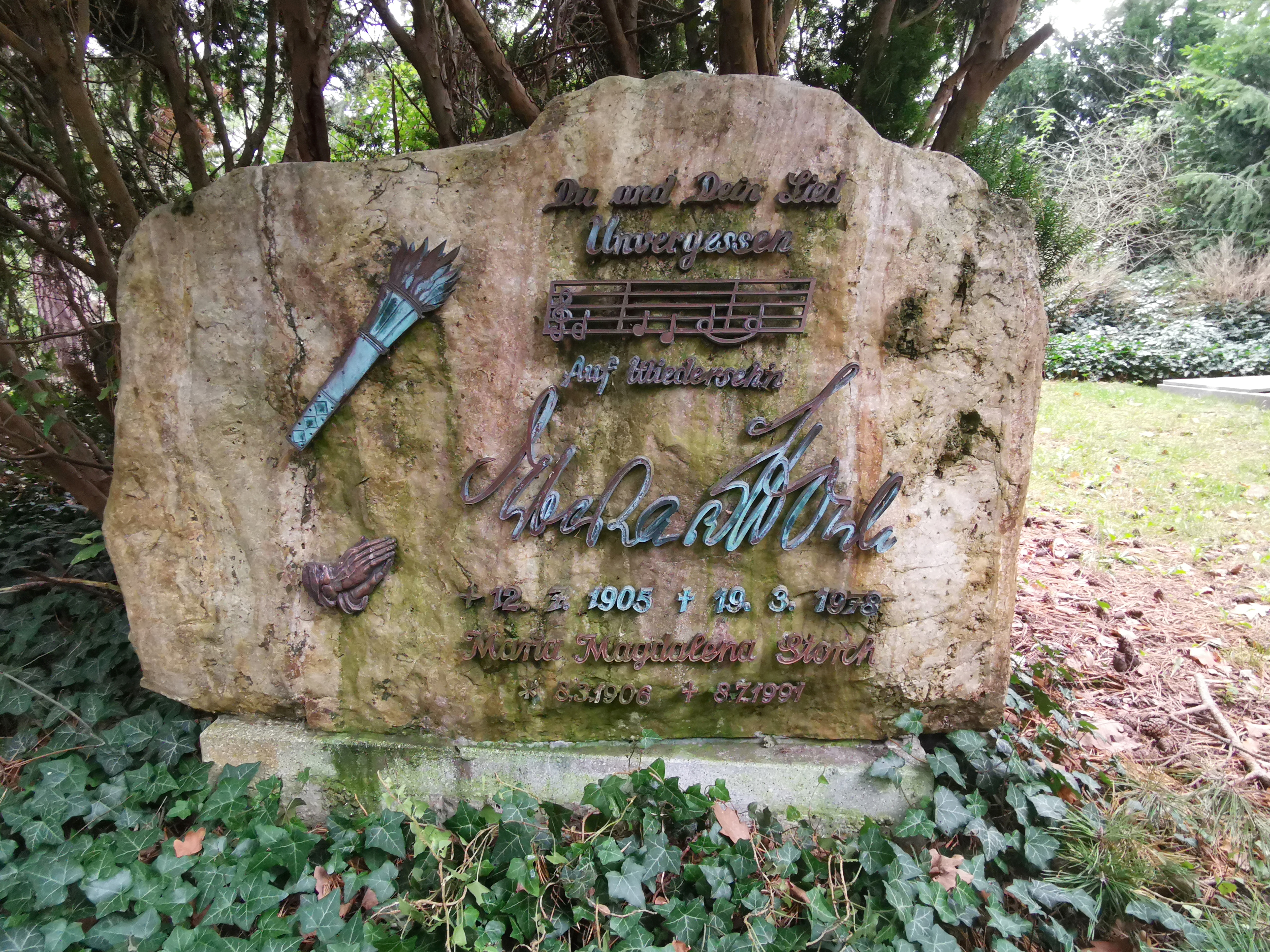
Grabstelle auf dem Friedhof In den Kisseln, Abt. 122 Nr. 73/74 (Okt. 2024)

Eberhard Storch (* 12. Juli 1905 in Beeskow/Mark; † 19. März 1978) war ein deutscher Komponist und Textdichter, der in der deutschen Nachkriegszeit vor allem durch seine Schlager bekannt wurde.

## Leben und Karriere
Eberhard Storch begann nach dem Abitur, auf Wunsch des Vaters, zunächst mit einem Jurastudium, bevor er eine weiterführende musikalische Ausbildung abschloss und mit dem Komponieren und Texten begann. Als junger Mann zog er nach Berlin, wo er 1934 und 1936 an den Musiken für die UFA-Spielfilme Du bist entzückend, Rosemarie und Herbstmannöver (mit Hans Söhnker und Tilly Lauenstein) mitarbeitete. In den dreißiger Jahren veröffentlichte Storch bereits einige Lieder, wie Zwei Augen von 1936, Dort, wo das Edelweiß blüht von 1937 oder Was dir ein schöner Mund verspricht von 1939.
Während des Zweiten Weltkrieges geriet er in Kriegsgefangenschaft und kehrte 1946 mit einer Beinverletzung nach Berlin zurück, wo er an Musiken und Texten für Schlager und Filme arbeitete. Sein Lied Auf Wiedersehen, welches 1949 aufgenommen wurde, wurde zu einem Welterfolg. Er schrieb es in Anlehnung an die wiederkehrenden Abschiede von seiner Frau, die ihn während seiner Behandlung seiner Kriegsverletzung in einem Berliner Krankenhaus besuchte. Es folgten vor allem tanzbare Stimmungslieder, darunter Walzer und Foxtrott, wie Da sprach der Scheich zum Emir von 1950 und Wenn's bloß schon Sonntagabend wär'! von 1951. Storch textete und komponierte Schlager bis Ende der sechziger Jahre.
Eberhard Storch übersetzte zusammen mit Ute Horstmann auch das 1959 erfolgreich am New Yorker Broadway angelaufene Musical The Sound of Music ins Deutsche. Diese Übersetzung war Grundlage für die deutsche Fassung der filmischen Umsetzung des Musicals als Meine Lieder – meine Träume aus dem Jahre 1965.
Eberhard Storch war mit Maria Magdalena Storch (* 5. März 1906; † 8. Juli 1991) verheiratet.
Er starb im Alter von 72 Jahren und wurde auf dem Städtischen Friedhof In den Kisseln, Berlin-Spandau beigesetzt. Das Grab der Eheleute war 2019 noch existent.